# Gregory Alan Williams
Gregory Alan Williams (Des Moines (Iowa), 12 juni 1956) is een Amerikaans acteur en auteur.

## Biografie
Williams heeft de high school doorlopen aan de Coe College in Cedar Rapids (Iowa) en hierna nam hij dienst in de United States Marine Corps voordat hij begon aan zijn carrière als acteur.
Naast acteur is Williams ook auteur, hij heeft onder andere het boek A Gathering of Heroes: Reflections on Rage and Responsibility : A Memoir of the Los Angeles Riots geschreven. Dit boek gaat over zijn ervaringen met racisme tijdens de rellen in Los Angeles in 1992 waarin Williams het leven redde van een Amerikaan van Japanse afkomst die mishandeld werd door relschoppers.

## Filmografie

### Films
Selectie:
- 2021 Karen - als Charles Wright
- 2019 Brightburn - als sheriff Deever
- 2017 Geostorm - als generaal Montgraff
- 2016 Hidden Figures - als Marion Smithson
- 2016 Billy Lynn's Long Halftime Walk - als predikant Raise N' Praise
- 2016 The Accountant - als minister van financiën
- 2015 Terminator Genisys - als rechercheur Harding
- 2010 Christmas Cupid – als Larry
- 2009 The Collector – als sheriff
- 2008 W. – als predikant
- 2005 Be Cool – als Darryl
- 2003 Old School – als therapeut
- 2000 Remember the Titans – als coach Paul Hines
- 1993 In the Line of Fire – als Matt Wilder
- 1988 Above the Law – als FBI agent Halloran

### Televisieseries
Uitgezonderd eenmalige gastrollen.
- 2017 – 2025 Chicago Med – als Bert Goodwin – 17 afl.
- 2019 – 2025 The Righteous Gemstones – als Martin Imari – 29 afl.
- 2016 – 2018 Greenleaf – als Robert 'Mac' McCready – 28 afl.
- 2018 The Resident – als dr. Peterson – 3 afl.
- 2015 – 2016 The Inspectors – als Lawrence Downing – 4 afl.
- 2016 Containment – als chief Besser – 8 afl.
- 2015 – 2016 Powers – als Waldo Pilgrim – 4 afl.
- 2016 Game of Silence – als Aaron Epps – 6 afl.
- 2015 Secrets and Lies – als Kevin Williams – 6 afl.
- 2014 Finding Carter – als kapitein Moss – 2 afl.
- 2009 – 2014 Drop Dead Diva – als rechter Warren Libby – 18 afl.
- 2011 – 2013 Necessary Roughness – als coach Pat Purnell – 28 afl.
- 2011 House of Pain – als Joffrey Starr – 2 afl.
- 2011 Aqua Teen Hunger Force – als stem – 2 afl.
- 2006 – 2011 The Game – als Dr. James Barnett – 5 afl.
- 2010 Past Life – als Eli Parson – 2 afl.
- 2009 Army Wives – als luitenant kolonel Wallace – 2 afl.
- 2001 – 2003 The District – als Clive Rogers – 13 afl.
- 2000 – 2002 The West Wing – als Robbie Mosley – 8 afl.
- 2001 Boston Public – als Jason Anderson – 2 afl.
- 2000 – 2001 The Sopranos – als James jr. – 3 afl.
- 2000 City of Angels – als dr. Nate Ambrose – 5 afl.
- 1989 – 1998 Baywatch – als Garner Ellerbee – 95 afl.
- 1992 – 1997 Baywatch Nights – als Garner Ellerbee – 23 afl.
- 1992 – 1994 Dream On – als Terry – 5 afl.
- 1991 – 1992 Civil Wars – als Ed Marsh – 2 afl.
- 1990 – 1991 Hunter – als Peter Hawkins – 2 afl.

### Computerspellen
- 2010 Fallout: New Vegas – als diverse stemmen
- 2009 Avatar: The Game – als Monroe